# Luther P. Eisenhart
Luther P. Eisenhart (York (Pennsylvania), 13 gennaio 1876 – Princeton, 28 ottobre 1965) è stato un matematico statunitense.
È conosciuto per i suoi contributi alla geometria semi-Riemanniana.